# Bělá pod Pradědem
Bělá pod Pradědem (Duits: Waldenburg) is een Silezische gemeente in de Tsjechische regio Olomouc, en maakt deel uit van het district Jeseník. Bělá pod Pradědem telt 1741 inwoners (2023).
Bělá pod Pradědem was tot 1945 een plaats met een overwegend Duitstalige bevolking. Na de Tweede Wereldoorlog werd de Duitstalige bevolking verdreven.

## Geschiedenis
- 1284 – De eerste schriftelijke vermelding van Bělá pod Pradědem.[1]
- 1996 – De gemeente Bělá pod Pradědem wordt administratief overgeheveld van het district Šumperk naar het nieuw gevormde district Jeseník.[2]